# Seleção de Futebol do Mandato Britânico da Palestina
A Seleção de Futebol do Mandato Britânico da Palestina (em hebraico: נבחרת ארץ ישראל בכדורגל, Nivheret Eretz Yisrael Bekhadurgel- lit. "Terra de Israel equipa nacional de futebol"; e também: התאחדות ארץ ישראלית למשחק כדור-רגל, Hitachduth Eretz Yisraelit Lekhadur Regel – lit. "A Terra de Israel Associação de Futebol") representou o Mandato Britânico da Palestina em competições internacionais de futebol e era administrada pela Associação de Futebol de Israel, que comandada por judeus, desde então já possuía este nome.

## História

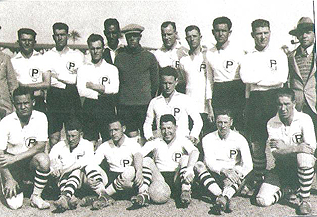
Seleção de Futebol do Mandato Britânico da Palestina durante a sua tour no Egito, em 1931.

O futebol foi introduzido na Palestina pelos militares britânicos durante sua ocupação do território na  I Guerra Mundial.  Após a guerra, o desenvolvimento do esporte foi continuado por judeus europeus que haviam sido expostos ao futebol nos seus países de origem. Árabes palestinos, especificamente aqueles de crenças Islâmica, se abstiveram de participar no futebol do início da formação, devido à sua resistência a "cultura Ocidental ".
A Associação de Futebol de Eretz Israel foi fundada em agosto de 1928 e aceita pela associação FIFA em 6 de junho de 1929. Foi a primeira de 14 organizações desportivas que absorveram centenas de líderes de desportistas que imigraram na esteira do anti-semitismo na Europa.
Durante seus jogos, a equipe nacional colocava apenas jogadores Judeus. Três hinos foram jogados antes de cada partida: o Britânico "god Save the Queen", o Judeu (e futuro Israelense) "Hatikvah" e o da equipa adversária.
Em 1948, a equipe tornou-se, oficialmente, a equipe nacional de  Israel.

## Estádio
A equipe usou para jogar no Maccabiah Estádio e o Hapoel de Terra, ambos estão localizados em Tel Aviv, Israel.

## Copa do Mundo
| Copa do Mundo FIFA | Copa do Mundo FIFA | Copa do Mundo FIFA | Copa do Mundo FIFA | Copa do Mundo FIFA | Copa do Mundo FIFA | Copa do Mundo FIFA | Copa do Mundo FIFA | Copa do Mundo FIFA | Copa do Mundo – Registro de Qualificação | Copa do Mundo – Registro de Qualificação | Copa do Mundo – Registro de Qualificação | Copa do Mundo – Registro de Qualificação | Copa do Mundo – Registro de Qualificação | Copa do Mundo – Registro de Qualificação |
| Ano                | Rodada             | Posição            | J                  | W                  | D                  | L                  | GP                 | GC                 | J                                        | V                                        | E                                        | D                                        | GP                                       | GC                                       |
| ------------------ | ------------------ | ------------------ | ------------------ | ------------------ | ------------------ | ------------------ | ------------------ | ------------------ | ---------------------------------------- | ---------------------------------------- | ---------------------------------------- | ---------------------------------------- | ---------------------------------------- | ---------------------------------------- |
| 1930               | Não Participou     | Não Participou     | Não Participou     | Não Participou     | Não Participou     | Não Participou     | Não Participou     | Não Participou     | –                                        | –                                        | –                                        | –                                        | –                                        | –                                        |
| 1934               | Não Se Qualificou  | Não Se Qualificou  | Não Se Qualificou  | Não Se Qualificou  | Não Se Qualificou  | Não Se Qualificou  | Não Se Qualificou  | Não Se Qualificou  | 2                                        | 0                                        | 0                                        | 2                                        | 2                                        | 11                                       |
| 1938               | Não Se Qualificou  | Não Se Qualificou  | Não Se Qualificou  | Não Se Qualificou  | Não Se Qualificou  | Não Se Qualificou  | Não Se Qualificou  | Não Se Qualificou  | 2                                        | 0                                        | 0                                        | 2                                        | 1                                        | 4                                        |
| Total              | Eliminatórias      | N/A                | N/A                | 0                  | 0                  | 0                  | 0                  | 0                  | 4                                        | 0                                        | 0                                        | 4                                        | 3                                        | 15                                       |

### Eliminatórias da Copa do Mundo FIFA de 1934
| 16 de Março 1934 Copa do Mundo de 1934 | Egito                                                  | 7–1    | Mandato Britânico da Palestina | Cairo, Egito                                                                     |  |
|                                        | Mokhtar 11', 35', 51' · Taha 21', 79' · Latif 43', 87' | Report | Nudelman 61'                   | Estádio: British Army Ground Público: 13,000 Árbitro: Stanley Wells (Inglaterra) |  |

| 6 de abril 1934 Copa do Mundo de 1934 | Mandato Britânico da Palestina | 1–4    | Egito                                  | Tel Aviv, Mandato Britânico da Palestina                                           |  |
|                                       | Sukenik 54'                    | Report | Latif 2' · Mokhtar 7', 22' · Fawzi 35' | Estádio: Hapoel Ground Público: 8,000 Árbitro: Frederick John Goodsby (Inglaterra) |  |

Egito qualificado para a fase final.

### Eliminatórias da Copa do Mundo FIFA de 1938
| 22 de janeiro 1938 Copa do Mundo de 1938 | Mandato Britânico da Palestina | 1–3    | Grécia                            | Tel Aviv, Mandato Britânico da Palestina                                    |  |
|                                          | Neufeld 36'                    | Report | Vikelidis 15', 30' · Migiakis 73' | Estádio: Maccabiah Stadium Público: 8,000 Árbitro: Mohammed Youssef (Egito) |  |

| 20 de fevereiro 1938 Copa do Mundo de 1938 | Grécia               | 1–0    | Mandato Britânico da Palestina | Atenas, Grécia                                                                           |  |
|                                            | Vikelidis 88' (pen.) | Report | {{{golos2}}}                   | Estádio: Estádio Apostolos Nikolaidis Público: 12,000 Árbitro: Mika Popović (Iugoslávia) |  |

Grécia qualificado para a fase final.

## Esquadrão

### 1934 e 1938 Copa do Mundo de qualificação
| Player            | Position |
| ----------------- | -------- |
| Willy Berger      | GK       |
| Avraham Reznik    | DF       |
| Pinhas Fiedler    | DF       |
| Zalman Friedmann  | MF       |
| Gdalyahu Fuchs    | MF       |
| Yohanan Sukenik   | MF       |
| Amnon Harlap      | FW       |
| Perry Kraus       | -        |
| Paul Kastenbaum   | -        |
| Haim Reich        | -        |
| Avraham Nudelmann | FW       |
| David Weinberg    | -        |
| Yaacov Levi-Meir  | -        |
| Yaacov Zelibanski | -        |

| Player              | Position |
| ------------------- | -------- |
| Julius Klein        | GK       |
| Israel Elsner       | GK       |
| Avraham Beit-Halevi | DF       |
| Avraham Reznik      | DF       |
| Yosef Liebermann    | MF       |
| Yohanan Sukenik     | MF       |
| Menahem Mirmovich   | MF       |
| Gdalyahu Fuchs      | MF       |
| Mila Ginzburg       | FW       |
| Shuka Brashedski    | FW       |
| Perry Neufeld       | FW       |
| Gaul Machlis        | FW       |
| Avraham Nudelmann   | FW       |
| Yona Stern          | FW       |
| Jerry Beit-Halevi   | FW       |
| Nathan Pentz        | FW       |

### Último esquadrão
22/01/1940
Treinador:  Artur Baar
| Player                 |
| ---------------------- |
| Binyamin Mizrahi       |
| Yaacov Breir           |
| Shalom Shalomzon       |
| Zalman Friedmann       |
| Zvi Fuchs              |
| Lonia Dvorin           |
| Haim Reich             |
| Herbert Meitner        |
| Zvi Erlich             |
| Werner Caspi           |
| Avraham Schneiderowitz |
| Gaul Machlis           |

## Gestores
- 1934: Shimon Ratner & Egon Pollak
- 1938: Egon Pollak
- 1940: Arthur Baar